# J. J. Grandville
Jean Ignace Isidore Gérard (13 de setembro de 1803 - 17 de março de 1847) foi um prolífico ilustrador e caricaturista francês que publicou sob o pseudônimo de Grandville, e numerosas variações (por exemplo, Jean-Jacques Grandville, Jean Ignace Isidore Grandville) ao longo de sua carreira. 
Historiadores e críticos da arte chamaram-no de "a primeira estrela da grande era da caricatura francesa", e descreveram suas ilustrações como apresentando "elementos do simbólico, onírico e incongruente", mantendo um senso de comentário social, e "a transfiguração mais estranha e perniciosa da forma humana já produzida pela imaginação romântica". Os vegetais antropomórficos e figuras zoomórficas que povoavam seus cartuns anteciparam e influenciaram o trabalho de gerações de cartunistas e ilustradores, de John Tenniel, a Gustave Doré,  Félicien Rops e Walt Disney. Ele também foi chamado de "proto-surrealista"  e foi muito admirado por André Breton e outros no movimento.
Grandville nasceu em 1803, em Nancy, numa família de artistas e atores e recebeu suas primeiras aulas de desenho de seu pai. Mudou-se para Paris por volta de 1823-1825 e começou a desenhar ilustrações. Sua reputação foi estabelecida em 1829, quando publicou um conjunto de 70 litografias titulado Les Métamorphoses du jour. Durante a Revolução de Julho de 1830 e os anos turbulentos que se seguiram, trabalhou com Honoré Daumier e outros produzindo charges políticas provocativas para periódicos que criticavam fortemente a nova monarquia de Luís Filipe I. Após a aprovação de leis rigorosas de censura e ameaças da polícia em 1835, Grandville voltou-se para a ilustração de livros. Ele ilustrou vários clássicos, como as Fábulas de La Fontaine, Robinson Crusoé de Defoe, As Viagens de Gulliver de Swift e Dom Quixote de Cervantes . Nos últimos anos, seus livros foram cada vez mais centrados em suas ilustrações, com o texto escrito para suas imagens, por exemplo, Un autre monde (1844), Cent proverbes: têxte par trois Tetes dans un bonnet (1845) e Les fleurs animées (1846). Grandville normalmente fazia desenhos para editoras que depois eram copiados em litografias e xilogravuras por gravadores profissionais; apenas ocasionalmente ele fazia suas próprias impressões.
Ele se casou com sua prima Marguerite Henriette Fischer em 1833 e eles tiveram três filhos, mas Marguerite e todos os três filhos faleceram antes dele, todos em ocasiões diferentes. Ele se casou novamente em 1843 com Catherine Marceline "Céline" Lhuillier e eles tiveram um filho, Armand, em 1845. Relatos tradicionais dizem que ele enlouqueceu e morreu em um hospício; no entanto, autores recentes dizem que, embora o hospital onde ele morreu em Paris, a Maison de Santé em Vanves, tratasse de doentes mentais, entre outras doenças, ele não era "louco" e provavelmente morreu de uma infecção na garganta, possivelmente difteria.